# Muzeum Narodowe w Kabulu
Muzeum Narodowe w Kabulu (pers. ‏موزیم ملی افغانستان‎, paszto ‏د افغانستان ملی موزیم‎) – muzeum położone w południowo-zachodniej części Kabulu, założone w 1919 roku. Muzeum gromadzi eksponaty pochodzące z różnych epok historycznych, związane głównie z historią afgańskich ziem (najstarsze z nich pochodzą sprzed ponad 50 tys. lat).
Początkowo mieściło się w rezydencji emira Amanullaha Chana, a w następnych latach było niejednokrotnie przenoszone. Pod koniec XX wieku większość zbiorów została zniszczona bądź skradziona z powodu toczących się wówczas działań wojennych, a budynek muzeum został odbudowany po upadku pierwszych rządów talibów. W następnych latach odzyskano część skradzionych eksponatów.

## Historia

### 1919–1979

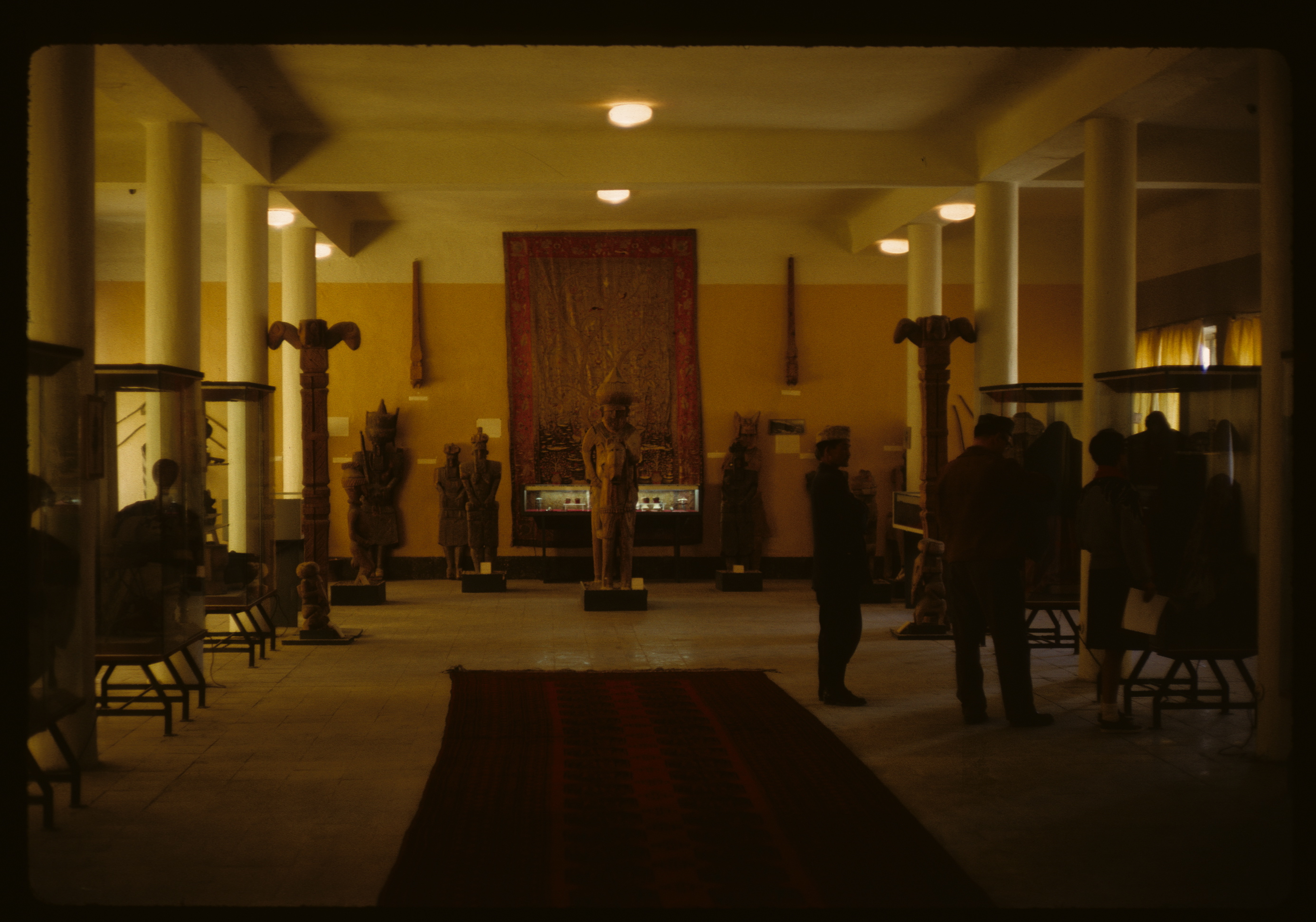
Wnętrze muzeum (2006)

Muzeum rozpoczęło swoją działalność w 1919 roku jako Gabinet Osobliwości, który znajdował się w pałacu Bagh-e Bala – rezydencji władcy Amanullaha Chana. Początkowo na kolekcję składały się m.in. miniatury, broń i dzieła sztuki posiadane przez poprzednich afgańskich władców. W 1922 roku z inicjatywy Francuskiej Delegacji Archeologicznej w Afganistanie (fr. La Délégation archéologique française en Afghanistan) rozpoczęto wykopaliska archeologiczne w całym kraju, co skutkowało systematycznym wzrostem liczby eksponowanych przedmiotów oraz dwukrotnym przeniesieniem zbiorów. Po raz pierwszy dokonano tego w 1924 roku, kiedy to zbiory trafiły do małego budynku znajdującego się w obrębie pałacu Arg, natomiast w 1931 roku przedmioty przeniesiono ponownie, tym razem do znajdującego się w osiedlu Darulaman (6. dystrykt Kabulu) budynku pełniącego wcześniej funkcję urzędu miejskiego. Zawierał on parter, piętro, piwnicę i dwa skrzydła. Na parterze znajdowały się biblioteka, biura, laboratoria oraz warsztat stolarski, natomiast na piętrze mieściło się dziewięć sal wystawowych. W latach 70. XX wieku otwarto dwie nowe sale na końcach skrzydeł budynku, gdzie w jednej z nich eksponowano przedmioty odnalezione na terenie starożytnego Ajchanom, natomiast druga służyła do wystaw tymczasowych. W 1973 roku zlecono jednemu z duńskich architektów opracowanie planu nowego muzeum, do którego zrealizowania ostatecznie nie doszło z powodu ówczesnej sytuacji politycznej, tj. obalenia monarchii.

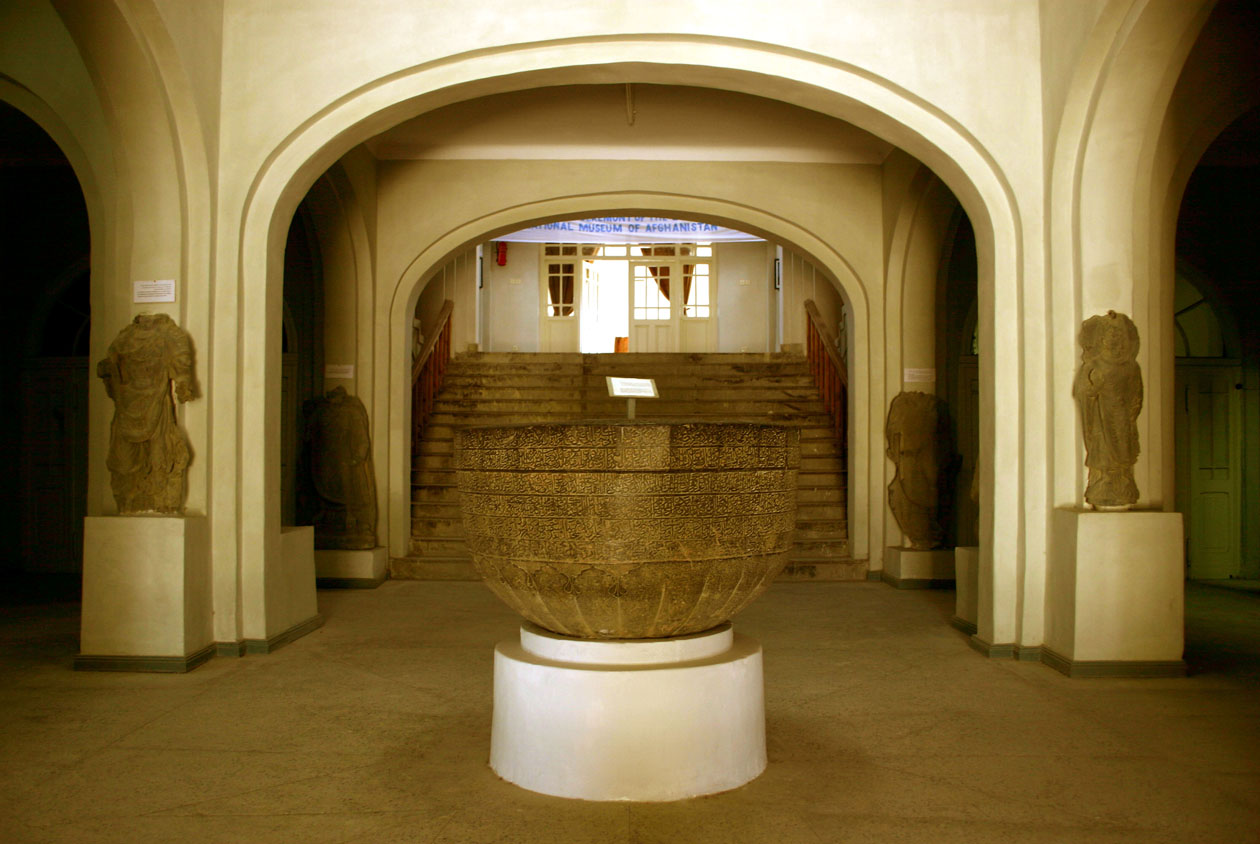
Wnętrze muzeum (2006)

### 1979–2001

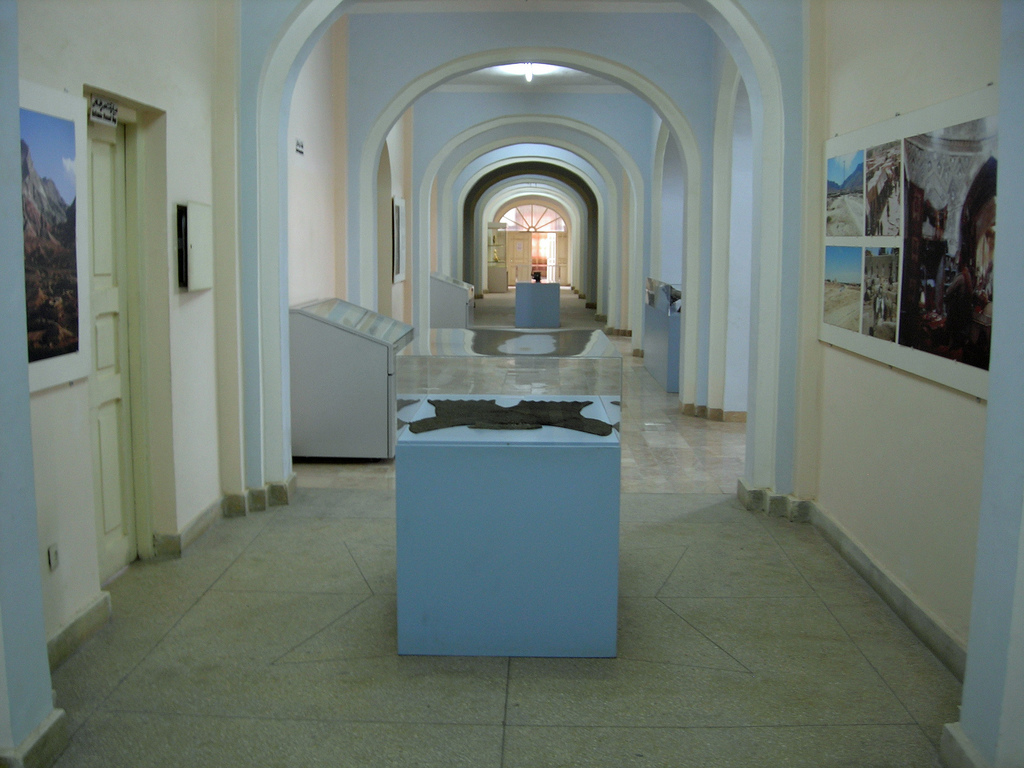
Wnętrze muzeum (2008)

W 1979 roku w muzeum mieściło się około 100 tys. eksponatów. Do muzeum trafiło 22 tys. złotych przedmiotów z Królestwa Greko-Baktryjskiego odkrytych przez afgańskich i radzieckich archeologów. Z powodu radzieckiej interwencji w Afganistanie nigdy nie zostały wystawione. Ze względu na działania wojenne budynek został przejęty przez Ministerstwo Obrony, więc wszystkie eksponaty przewieziono do domu brata Mohammada Dauda Chana. Po półtora roku ekspozycja wróciła do poprzedniego budynku.

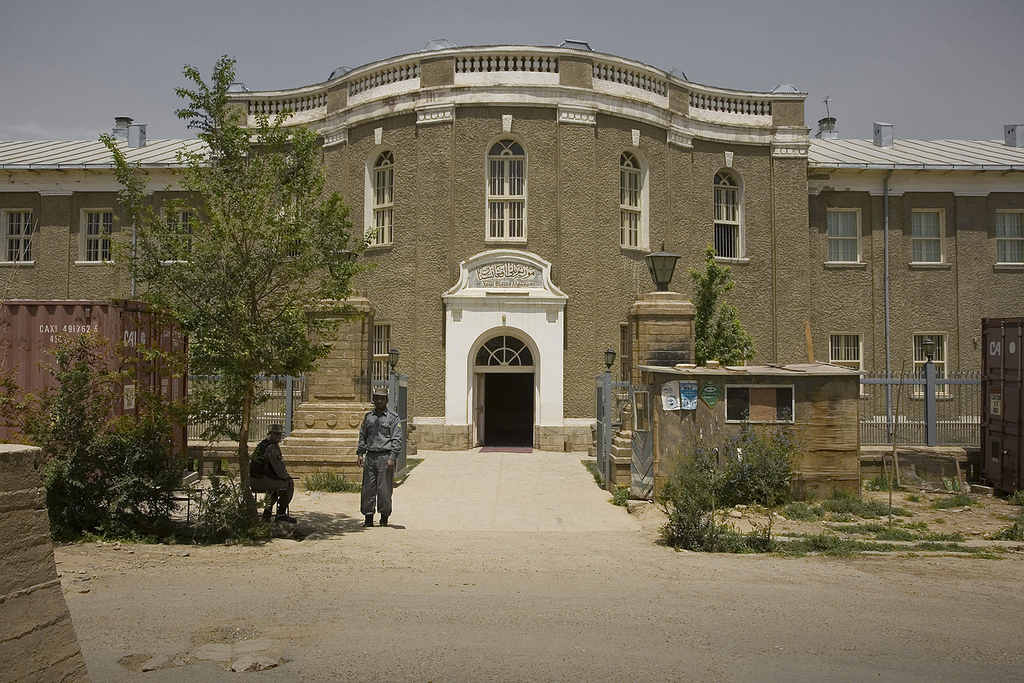
Wejście do muzeum (2013)

W związku z obawami władz o bezpieczeństwo eksponatów jesienią 1989 roku muzeum zostało zamknięte; większość z dóbr została schowana w skarbcu Banku Afganistanu (tak się stało z przedmiotami z czasów baktryjskich) oraz w siedzibie Ministerstwa Informacji i Kultury. W 1993 roku w ramach działań wojennych został uszkodzony dach budynku oraz piętro – wśród utraconych dóbr znalazło się między innymi malowidło datowane na IV lub V wiek. Na początku 1994 roku w ramach Programu Narodów Zjednoczonych ds. Osiedli Ludzkich zabezpieczono piętro, zamurowano okna oraz zainstalowano stalowe drzwi, jednak te działania nie rozwiązały problemu grabieży. W tym samym roku pracownicy paryskiego Musée Guimet skorzystali z grantu UNESCO, w ramach którego pomagali personelowi Muzeum Narodowego w inwentaryzacji zachowanych eksponatów. Zostały one schowane w opuszczonym hotelu położonym w centrum Kabulu, który posłużył także jako miejsce zakwaterowania dla 71 pracowników kabulskiego muzeum. Do połowy lat 90. XX wieku zniszczeniu lub kradzieży uległo aż 70% zbiorów muzeum.
Po dojściu talibów do władzy zamknięto teren hotelu oraz zakazano pracownikom muzeum wstępu do ich miejsca pracy, ci jednak kontynuowali inwentaryzację w latach 1997–2000, która była wspierana przez wiceministra informacji i kultury. Schowane w hotelu przedmioty przetransportowano do budynku tegoż ministerstwa, ponadto przeprowadzono renowację budynku muzeum. W czerwcu 2000 roku afgański przywódca Mohammad Omar wydał dekret, na mocy którego wszystkie dobra kulturowe i historyczne znajdujące się na terenie Afganistanu podlegają ochronie, dwa miesiące później oficjalnie otwarto jedno pomieszczenie w budynku muzeum, gdzie ekspozycja była dostępna jedynie przez cztery dni. Jednocześnie w Bazylei założono muzeum na emigracji, którego celem było gromadzenie przedmiotów historycznych i ich potencjalny zwrot do Afganistanu. Pod koniec 2000 roku opracowano wykaz zachowanych eksponatów, który objął 7 tys. pozycji, jednak nie uwzględniono w nim obiektów przechowywanych w muzealnej piwnicy.
26 lutego 2001 roku Omar cofnął swój dekret, co pozwoliło talibom na zdewastowanie prawie 3 tys. eksponatów przedstawiających żywe istoty. Dobra te były uważane przez ówczesne władze afgańskie za profanację islamu. Pracownicy Ministerstwa Informacji i Kultury, którzy wspierali działania na rzecz muzeum, zostali przeniesieni do pracy w innych resortach. Talibom nie udało się uzyskać dostępu do skarbca Banku Afganistanu, którego zawartość wróciła do muzeum w 2003 roku, niedługo po upadku Islamskiego Emiratu Afganistanu. Po zmianie władzy Francuska Delegacja Archeologiczna w Afganistanie wznowiła swoją działalność, a budynek muzeum został odrestaurowany.

### Po 2001
Od 2004 roku zbiory Muzeum Narodowego w Kabulu były wystawiane m.in. we Francji, Kanadzie, Niemczech, Stanach Zjednoczonych i Wielkiej Brytanii. W marcu 2007 roku do muzeum przekazano kilkaset starożytnych przedmiotów, które wcześniej przechowywano na terenie Szwajcarii. W styczniu 2012 roku zwrócono rzeźbę pochodzącą z II wieku, która podczas radzieckiej interwencji została zrabowana, a następnie znajdowała się na terenie Niemiec. Rzeźba przedstawia osiem osób patrzących w lewą stronę, afgańskie Ministerstwo Spraw Zagranicznych podało, że pochodzi ona z Gandhary. W lipcu tego samego roku do muzeum wróciły 843 kolejne eksponaty, w tym m.in. pochodzące z I wieku wyroby z kości słoniowej, w zwrocie tychże przedmiotów pomogło Muzeum Brytyjskie – wcześniej dane przedmioty zostały zrabowane w celu przemycenia ich do Wielkiej Brytanii oraz sprzedaży na czarnym rynku. Finalnie dobra zostały przejęte przez brytyjskich celników oraz funkcjonariuszy Art and Antiques Unit (jednej z gałęzi Metropolitan Police Service).
W kwietniu 2021 roku amerykańscy urzędnicy przekazali afgańskiej ambasadzie 33 przedmioty pochodzące z okresu II–VIII w., które następnie stały się częścią zbiorów muzeum. W sierpniu 2021 roku liczba eksponatów Muzeum Narodowego wynosiła ponad 80 tys.; działalność tej instytucji została wówczas zawieszona w związku z powrotem talibów do władzy, jednak ponowne otwarcie muzeum miało miejsce w grudniu tego samego roku. W marcu 2023 roku władze wilajetu Baghlan przekazały do muzeum 57 starożytnych monet, a łączna wielkość zbiorów była wówczas szacowana na ponad 50 tysięcy.

## Zbiory muzeum
Zbiory muzeum obejmują okres od prehistorii do czasów współczesnych, z naciskiem na kulturę przedislamską (starożytną oraz wczesnośredniowieczną) oraz islamską. Wśród eksponatów znajdują się m.in. naczynia, posągi, dekoracje oraz wyroby z metali. Najstarsze zbiory pochodzą sprzed ponad 50 tys. lat.
- prehistoryczne: kielichy, puchary i wazy oraz ich fragmenty[18]; pieczęcie wykonane ze steatytu[19]; pozyskany ze stanowiska archeologicznego w Ak Kupruk(inne języki) otoczak wapienny z wyrzeźbioną ludzką twarzą[20], uznawany za jedno z najwcześniejszych przedstawień ludzkiej twarzy wykonanej ludzką ręką[21]; terakotowe statuetki przedstawiające ludzi oraz zwierzęta[22]
- starożytne i wczesnośredniowieczne (przedislamskie): blanki wykonane z wapienia[23]; brązowe i miedziane statuetki[24]; część wyposażenia gimnazjonu w Ajchanom (m.in. fragmenty zegara słonecznego)[25]; emblematy wykonane z gipsu, nawiązujące do mitologii greckiej[26]; fragmenty glinianych rzeźb przedstawiających ludzi[27]; fragmenty heroonu Kineasa(inne języki) – założyciela Ajchanom[28]; fragmenty pałacu w Ajchanom (m.in. antefiksy oraz dekoracje)[29]; fragmenty posągów z okresu Kuszanów[30]; fragmenty wapiennych fryzów mogących służyć do wystroju greckich świątyń[31]; gargulce wykonane z wapienia[32]; meble oraz statuetki z kości słoniowej[33]; monety datowane na okres od IV w. p.n.e. do III w. n.e.[34]; szkatułki i pokrywki wykonane z łupku[35]; szklane naczynia (m.in. misy oraz dzbany) i ich fragmenty[36]; wyposażenie głównie hinduskich i buddyjskich świątyń, w tym posągi Buddy[37]; wyroby z brązu (m.in. statuetki oraz dekoracje)[24]; wyroby z ceramiki, kamieni oraz metali (m.in. wazy oraz dzbany)[38]; wyroby z laki (m.in. misy) i ich fragmenty[39]
- islamskie: dekoracje ścienne z pałacu sułtana Masuda III(inne języki)[40]; fragmenty szklanych butli oraz naczyń[41]; malowidła ścienne pochodzące m.in. z pałaców oraz prywatnych domów[42]; misa z czarnego kamienia z wyrytą inskrypcją zapisaną pismem kufickim[43]; naczynia z ceramiki oraz brązu (m.in. dzbany i misy) i ich fragmenty[44]; wyroby metalowe (m.in. dzbany oraz pokrywy)[45]
- współczesne:  broń biała (tj. topory, sztylety, włócznie)[46]; harfa pochodząca z miejscowości Kulatan(inne języki)[47]; metalowa biżuteria (m.in. zawieszki do ucha)[48]; srebrne puchary[49]; wyroby z drewna (m.in. rzeźby i fotele)[50]